# 格拉斯哥大學圖書館
格拉斯哥大學圖書館（英語：Glasgow University Library）是位於蘇格蘭格拉斯哥的一座圖書館，由格拉斯哥大學所有。格拉斯哥大學圖書館是歐洲規模最大、歷史最久的大學圖書館之一，收藏有超過2500萬的圖書和論文。現在的圖書館共有12層，開幕於1968年。

## 外部連結
- University of Glasgow Library homepage （页面存档备份，存于）
- Flickr account for the University of Glasgow Library （页面存档备份，存于）
- Photographs of University of Glasgow Library under construction （页面存档备份，存于） - from the library's special collections

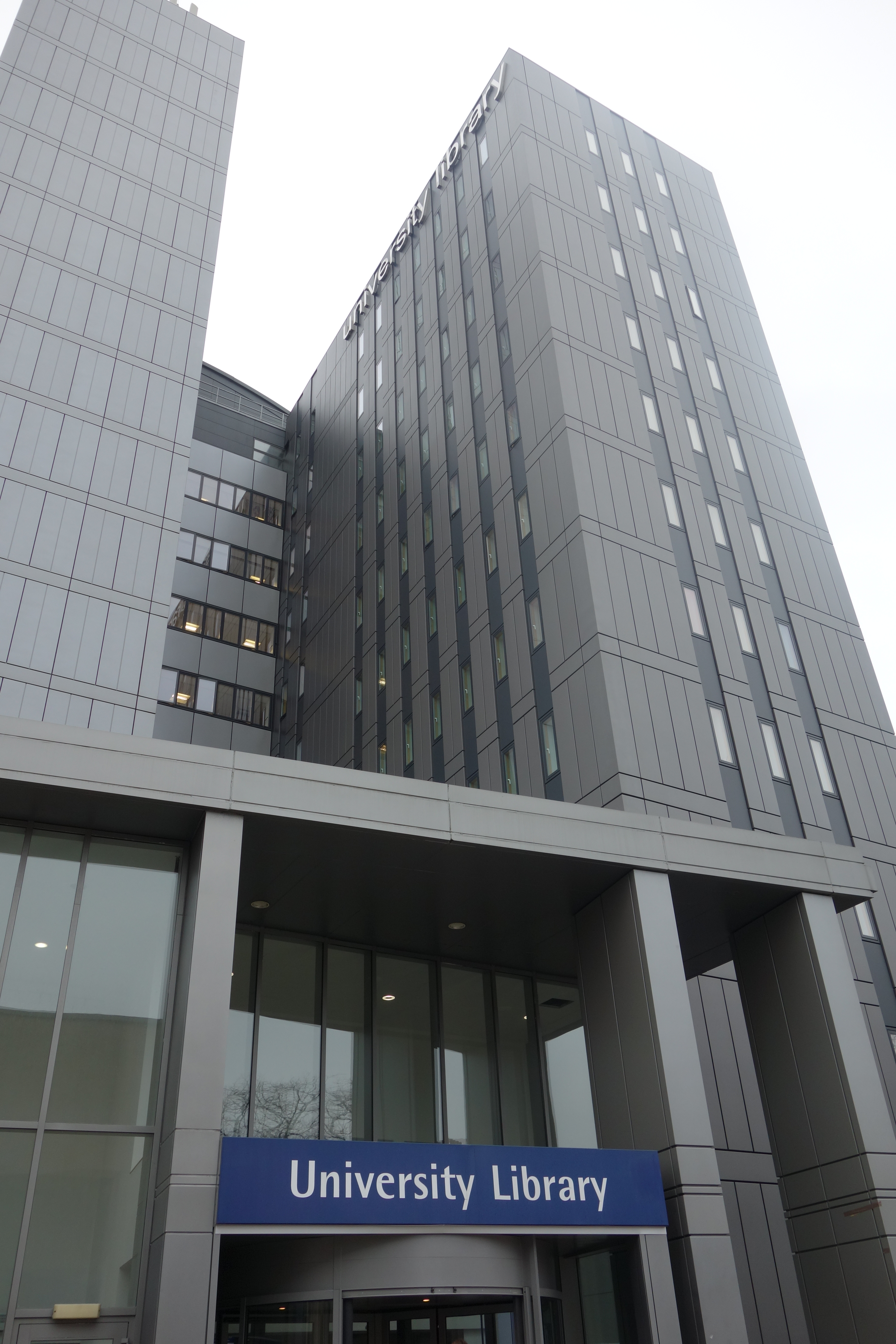
格拉斯哥大學圖書館

- The Friends of Glasgow University Library homepage （页面存档备份，存于）